# Guatteria pohliana
Guatteria pohliana är en kirimojaväxtart som beskrevs av Diederich Franz Leonhard von Schlechtendal. Guatteria pohliana ingår i släktet Guatteria och familjen kirimojaväxter. Inga underarter finns listade i Catalogue of Life.